# شارمان جوشی
شارمان جوشی (گجراتی: શરમન જોશી؛ زادهٔ ۲۸ آوریل ۱۹۷۹) هنرپیشه سینما و تئاتر اهل کشور هند است. وی از سال ۱۹۹۹ میلادی تاکنون مشغول فعالیت بوده‌است. از فیلم‌هایی که وی در آن نقش داشته‌است می‌توان به سه احمق اشاره کرد.

## فیلم‌شناسی
فهرست برخی از فیلم‌هایی که شارمان جوشی در آنها به ایفای نقش پرداخته‌است:
- سه احمق
- زعفرانی رنگش کن
- سلام
- هرج و مرج: سرگرمی نامحدود
- ازدواج شماره ۱
- زندگی در مترو
- سبک
- داستان نفرت ۳
- طبل
- مادرخوانده
- رقیب
- عملیات مریخ
- سوار بر فراری
- دلیلش تویی
- مطمئناً همینطوره!
- آموزشگاه موسیقی